# وباء الجدري الياباني (735-737)
وباء تينبيو (باليابانية:天平の疫病大流行)، أو وباء الجدري الياباني، هو أكبر وباء جدري حصل في اليابان في فترة تينبيو بين عامي 735-737م أصاب عدد كبير من سكان البلاد وتسبب بوفاة ما يقارب ثلث شعب اليابان في تلك الفترة، كما أدى إلى تداعيات إجتماعية وإقتصادية ودينية كبيرة على الدولة.

## التفاصيل
قبل عقود قليلة من إنتشار الوباء، تبنى مسؤولوا المحكمة اليابانية سياسة الصين في تسجيل الأمراض التي تنتشر بين الشعب، وهذا التسجيل سهل إلى حد كبير تشخيص ودراسة الجدري كوباء إنتشر عبر اليابان بين عامي 735-737م.
زيادة إتصال أرخبيل اليابان والبر الرئيسي لقارة آسيا أدى إلى انتقال وتفشي الأمراض الوبائية بشكل أكثر تكراراً وخطورة، فحسب التسجيلات، ظهر وباء الجدري في شهر أغسطس 735م في مدينة دازايفو في محافظة فوكوكا شمال كيوشو، حيث نقل العدوى صياد ياباني بعد أن إنقطعت به السبل في شبه الجزيرة الكورية، ثم إنتشر المرض بسرعة في جميع مناطق شمال كيوشو في العام نفسه واستمر حتى العام التالي.
بحلول عام 736م تسبب المرض بوفاة وهجرة العديد من سكان الأراضي الزراعية من كيوشو مما أدى إلى ضعف الإنتاج الزراعي وفي نهاية المطاف إلى مجاعة.
في عام 736 أيضاً، عبر وفد مسؤولين حكوميين يابانيين خلال مناطق شمال كيوشو في طريقهم إلى مهمة في شبه الجزيرة الكورية، أصاب المرض أعضاء المجموعة ومات بعضهم، فألغى الوفد مهمته إلى كوريا وعاد المسؤولين إلى العاصمة حاملين معهم المرض، ويرجح بأن أعضاء هذا الوفد هم من تسببوا بإنتشار الوباء في شرق اليابان ونارا.
استمر الوباء الفتك باليابان حتى عام 737م، وأحد اوضح تأثيراته ظهر في أغسطس 737م حيث تم إعفاء كافة أنحاء اليابان من الضرائب.

## تأثيرات الوباء
حسب التقارير المالية، قُدرت أعداد الوفيات نتيجة الوباء بين عامي 735-737 بحوالي 25%-35% من عدد سكان اليابان الكلي بتوزيع جغرافي غير متجانس، حيث شهدت بعض المناطق معدلات أعلى بكثير.
جميع مستويات الشعب تأثرت به حيث تم تسجيل عدد من الوفيات من طبقة النبلاء الحاكمة عام 737م، منهم وفاة الأخوة الأربعة من قبيلة فوجيوارا ذات النفوذ السياسي الكبير وهم: فوجيوارا نو موتشيمارو (680-737)، فوجيوارا نو فوساساكي (681-737)، فوجيوارا نو أوماكي (694-737)، فوجيوارا نو مارو (695-737).تسبب رحيلهم المفاجئ عن البلاط الإمبراطوري إلى صعود منافسهم الشهير تاتشيبانا نو مورو إلى منصب رسمي رفيع في محكمة الإمبراطور شومو.
ولم يقتصر تأثير الوباء على أعداد الوفيات الكبيرة فحسب، بل تسبب بأضرار إقتصادية وإجتماعية كبيرة منها خسارة وهجرة اليد العاملة داخل أنحاء اليابان الذي أخل بالتوازن فتأثر قطاع الزراعة والبناء، وبالأخص زراعة الأرز.

## ما بعد الكارثة

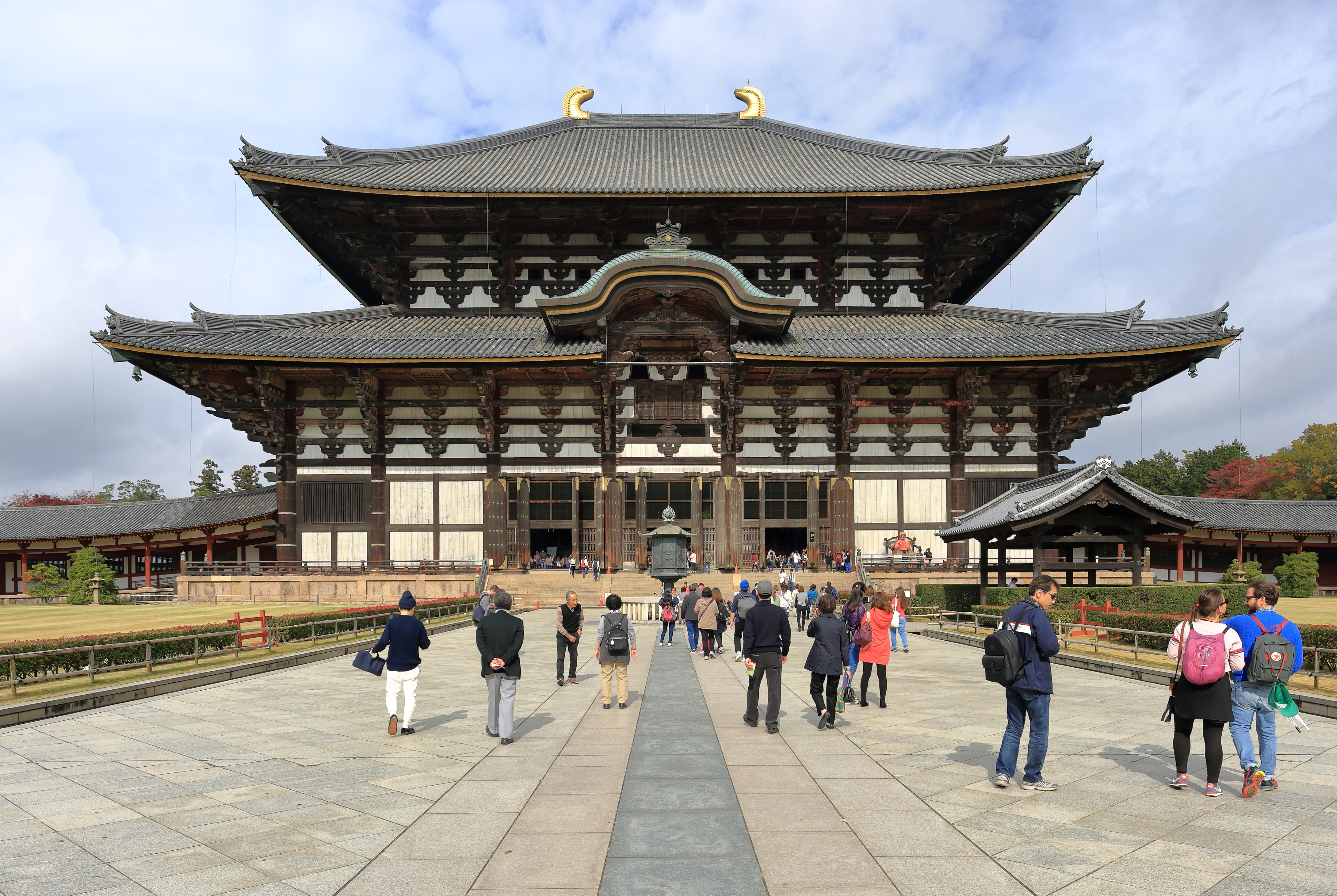
معبد توداي-جي، قاعة تمثال بوذا دايبوتسو.

إتخذ الحكام من النبلاء اليابانيون إجراءات غير مسبوقة للإستجابة لتأثيرات الوباء والحد من الهجرة الواسعة للسكان وتنشيط المجتمعات الزراعية، منها الإعفاء العام عن الضرائب خلال الوباء، وبعد إنتهاء الوباء عرض النبلاء ملكية الأراضي الزراعية لمن يرغب بالعمل فيها وإعادة الإنتاج.
وفي الوقت نفسه، قام الإمبراطور شومو الذي شعر بالمسؤولية الشخصية عن هذه المأساة، بزيادة الدعم الديني للبوذية بشكل كبير من خلال إصداره الأوامر ببناء معبد توداي-جي الكبير مع تمثال ضخم لبوذا دايبوتسو، كما قدم دعم مالي كبير لبناء معابد بوذية محلية عرفت باسم (كوكوبون-جي؛国分寺) وبناء التماثيل والمرافق الدينية المتعلقة بها في كافة أنحاء اليابان، قيل أن تكلفة صب تمثال دايبوتسو وحدها أدت إلى إفلاس البلاد تقريباً.
لم يكن هذا هو الوباء الوحيد للجدري، فقد استمر الجدري بالظهور كوباء في اليابان، حتى تحول إلى مرض متوطن لسكان اليابان مما جعله أقل تدميراً خلال تفشيه.

## المرجع
1. ↑  Population, disease, and land in early Japan, 645-900. Cambridge, Massachusetts. ص. 51–52. ISBN:978-1-68417-000-5. OCLC:956370826. مؤرشف من الأصل في 2020-05-08.
2. ↑  Epidemics and mortality in early modern Japan. Princeton, New Jersey. ص. 66. ISBN:978-1-4008-5837-8. OCLC:889250750. مؤرشف من الأصل في 2020-05-08.
3. 1 2  The greatest killer : smallpox in history, with a new introduction. Chicago. ص. 107. ISBN:978-0-226-35166-7. OCLC:49305765. مؤرشف من الأصل في 2020-05-08.
4. ↑  Population, disease, and land in early Japan, 645-900. Cambridge, Massachusetts. ص. 56. ISBN:978-1-68417-000-5. OCLC:956370826. مؤرشف من الأصل في 2020-05-08.
5. ↑  Epidemics and mortality in early modern Japan. Princeton, New Jersey. ص. 67. ISBN:978-1-4008-5837-8. OCLC:889250750. مؤرشف من الأصل في 2020-05-08.
6. ↑  Population, disease, and land in early Japan, 645-900. Cambridge, Massachusetts. ص. 57. ISBN:978-1-68417-000-5. OCLC:956370826. مؤرشف من الأصل في 2020-05-08.
7. 1 2  Population, disease, and land in early Japan, 645-900. Cambridge, Massachusetts. ص. 59. ISBN:978-1-68417-000-5. OCLC:956370826. مؤرشف من الأصل في 2020-05-08.
8. ↑  Population, disease, and land in early Japan, 645-900. Cambridge, Massachusetts. ص. 65–66. ISBN:978-1-68417-000-5. OCLC:956370826. مؤرشف من الأصل في 2020-05-08.
9. ↑  Mitch, Wilbur (26 Aug 2019). "Diseases of the Premodern Period in Japan - Human Disease". Mitch Medical Healthcare (بالإنجليزية الأمريكية). Archived from the original on 2019-04-21. Retrieved 2020-05-07.
10. ↑  Population, disease, and land in early Japan, 645-900. Cambridge, Massachusetts. ص. 69. ISBN:978-1-68417-000-5. OCLC:956370826. مؤرشف من الأصل في 2020-05-08.
11. ↑  Population, disease, and land in early Japan, 645-900. Cambridge, Massachusetts. ص. 68. ISBN:978-1-68417-000-5. OCLC:956370826. مؤرشف من الأصل في 2020-05-08.
12. ↑  Bamforth, Chris (26 May 2006). "The capital delights of Nara". The Japan Times (بالإنجليزية الأمريكية). Archived from the original on 2019-01-08. Retrieved 2020-05-07.
13. ↑  Epidemics and mortality in early modern Japan. Princeton, New Jersey. ص. 68–69. ISBN:978-1-4008-5837-8. OCLC:889250750. مؤرشف من الأصل في 2020-05-08.